# ألونسو دي أوخيدا
ألونسو دي أوخيدا (بالإسبانية: Alonso de Ojeda، ولد في 1468، قونكة، إسبانيا - توفي في 1515، سانتو دومينغو، جمهورية الدومنيكان) هو بحار ومستكشف إسباني. كان قد ارتحل مع كولومبوس واختلف معه لاحقاً ثم ذهب مع أميريغو فسبوتشي واستكشف سواحل فنزويلا وغيانا وحط في سورينام (التي طالبت بها إسبانيا عام 1583 م) وقاد رحلة استيطانية في داخل أمريكا الجنوبية والتي فشلت فشلاً ذريعاً.

## سيرة حياته
ولد ألونسو دي أوخيدا في قونكة في وسط إسبانيا، حوالي العام 1468. وكان من عائلة نبيلة وفقيرة، لكنه امتلك من الحظ الجيد ما مكنه أن يبدأ مسيرته في بيت دوقات مدينة سيدونيا. وحظي برعاية خوان رودريغيث دي فونسيكا أسقف برغش والذي أصبح لاحقاً بطريرك الهند الغربية، والذي أمن أوخيدا مكانا في رحلة كولومبس البحرية الثانية إلى العالم الجديد.

## رحلاته
أظهر أوخيدا نفسه هناك بجسارته في المعارك مع السكان الأصليين، والذين كان قاسيًا نحوهم. وعاد إلى إسبانيا في 1496 م. وبعد ثلاث سنوات سافر ثانية إلى العالم الجديد بثلاث سفن على حسابه الخاص، يصحبه رسام الخرائط خوان دي لا كوسا وأميريغو فسبوتشي. وبعد ثلاثة أسابيع شاهد اليابسة قرب مصب نهر أورينوكو، وبعد أن حطوا على ترينيداد وفي أماكن أخرى، ثم اكتشف ميناء طبيعيا سماه فينزويلا (البندقية الصغيرة)، بسبب تشابهه مع خليج البندقية. ذهب إلى جزيرة لا إيسبانيولا، ولقي استقبالا عدائيا، فقد كان يظن بأنه كان ينتهك امتيازات استكشاف كولومبوس.
عند عودته إلى إسبانيا في 1500 م، أخذ معه العديد من الأسرى الذين باعهم كعبيد. كان ما زال بحوزته العديد من الأصدقاء النافذين في الوطن، لذا فقد كان قادرا على تجهيز حملة استكشافية جديدة، التي رحلت من قادس في عام 1502 م وحطت على القارة الأمريكية في مكان سماه سانتا كروث. هناك أسس مستعمرة التي لم تدم طويلا بسبب إسراف رفاقه وقسوتهم المفرطة نحو الهنود. وبعد أن غضب رفاقه من قيادته انقلبوا عليه وأعادوه سجيناً إلى إسبانيا، واتهموه بأنه استولى على العائدات الملكية. تمت محاكمته وحكم عليه بدفع غرامة ثقيلة. وعند استئنافه تمت تبرئته من كل التهم، لكنه أصبح بعدها فقيرا.
استطاع بطريقة ما شق طريقه مجدداً نحو جزيرة لا إيسبانيولا، حيث كان شريكه السابق كوسا هناك أيضاً. هناك اعتنق فكرة تأسيس مستعمرات على الأراضي بين كابو دي فيلا وخليج أورابا، وبعد أن أمضى فترة من الزمن وهو يلتمس الدعم من الحكومة، تمكن الرفيقان أخيرا من تأمين الإذن اللازم للرحلة.

## سنواته الأخيرة
عاد أوخيدا إلى إسبانيا ونظم حملته الثالثة والأخيرة، وذلك بعد جهد كبير. ومن بين الأشخاص الذين صعدوا معه على متن سفنه الأربعة كان فرانثيسكو بيثارو الفاتح المستقبلي لبيرو. وكان يمكن أن يكون إرنان كورتيس، والذي فتح إمبراطورية الأزتك، بين الجنود في هذه المغامرة، لولا أن داهمه مرض مفاجئ منعه من الإبحار. وعندما وصل إلى وجهته، لاقى أوخيدا العداوة من السكان الأصليين؛ فهاجموا كل جنوده وقتلوا كل فرد فيها ما عدا أوخيدا وفرداً آخر. وهرب الاثنان إلى الشاطئ، حيث أنقذهم أولئك الذي تركهم ليكونوا مسئولين عن السفن. ولكنه لم ييأس بعد، وأسس مستعمرة جديدة في سان سيباستيان. أصبح ضرورياً له أن يمضي بسرعة إلى لا إيسبانيولا للحصول على الإمدادات للمستوطنة، التي ترك بيثارو مسؤولاً عنها. وغرقت السفن في الطريق، وبعد أن عانى من المشقات تمكن من الوصول إلى سانتو دومينغو حيث توفي في عام 1515.